# Roselys (corvette)
Pour les articles homonymes, voir K57.
La Roselys (K 57) est une corvette des Forces navales françaises libres.
Ancien navire de la Royal Navy, le HMS Sundew (K57) est transféré aux FNFL le 19 septembre 1941. Son commandant est le lieutenant de vaisseau (puis capitaine de corvette) André Bergeret.

## Service
Le 26 janvier 1942, elle éperonne un U-Boot allemand.
Cette corvette a participé au convoi PQ 16, qui a appareillé de Reykjavik (Islande) le 20 mai 1942 en direction de Mourmansk (URSS).
Au cours du voyage retour (QP 13), le convoi est pris par erreur dans un champ de mine (probablement britannique). Plusieurs navires sont touchés et coulent. La Roselys reste en arrière et secourt de nombreux survivants. Des officiers ont témoigné de scènes effroyables, de prochains rescapés coulant à pic et d'autres écrasés entre la coque de radeaux et la coque du navire. Après quelques heures, la Roselys a recueilli 179 survivants.
Quelques jours plus tard, le vice-amiral Brainard, commandant de la Task-Force 24 (Forces américaines de l'Atlantique) a écrit une lettre officielle de remerciements à l'équipage : « Vous méritez d'être félicité ; et vous-même, ainsi que le personnel sous vos ordres vous vous êtes acquis le respect et la reconnaissance de la marine des États-Unis. »
La Roselys, commandée par René Kolb-Bernard, fait partie des bâtiments de soutien du débarquement du 6 juin 1944 en Normandie.
La corvette a été rendue à la Royal Navy en 1947.

## Sources
- Georges Blond, Les Cargos massacrés, convois vers l'URSS, Arthème Fayard, 1950.
- « La corvette Roselys, sur le site de la Fondation de la France libre »
- « Notice biographique d'André Bergeret sur le site de l'ordre de la Libération »